# The Lamb (Tavener)

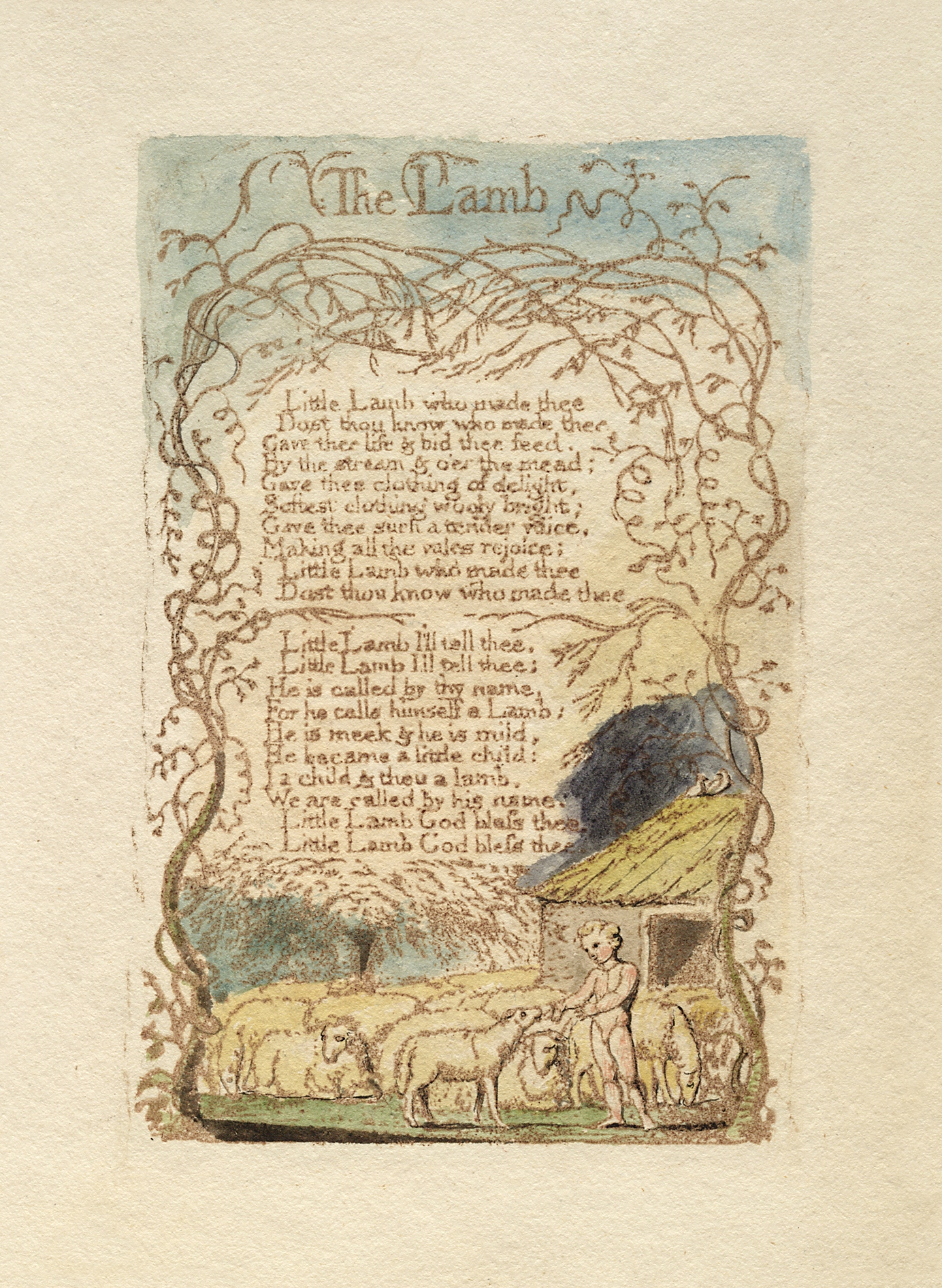
The Lamb illustré par William Blake dans Songs of Innocence (édition de 1794).

The Lamb est une courte pièce pour chœur a cappella du compositeur anglais John Tavener (1982). Il s'agit de l'une des pièces les plus interprétées de Tavener.

## Texte
Le texte utilisé est un poème de William Blake (1757-1827), The Lamb, extrait du recueil Songs of Innocence (1789).

## Composition et création
John Tavener a composé cette pièce en 1982.

## Structure musicale
Il s'agit d'une pièce pour chœur a cappella à quatre voix (soprano, alto, ténor, basse). C'est une pièce courte, d'environ trois minutes et demi.
Elle est composée de vingt phrases musicales, découlant toutes de la première. Ce thème principal apparaît simplement chanté par les sopranos, puis les sopranos le rechantent avec les altos qui chantent ce thème inversé (au lieu d'avoir une tierce ascendante, les altos ont une tierce descendante). La troisième phrase (seulement avec les sopranos) combine les notes du thème principal et du thème inversé, et la quatrième phrase est tout simplement la troisième phrase écrite en rétrograde. Les phrases 5 et 6 reprennent les phrases 3 et 4 avec les altos en inversion. Les quatre phrases suivantes, une harmonisation à quatre voix de la première phrase, sont identiques, mais la quatrième est écrite en valeurs rythmiques plus longues.
Ces dix phrases sont reprises avec de nouvelles paroles et l'adjonction de doublures par les hommes.

## Discographie
Il existe plus de trente enregistrements de cette pièce.

## Au cinéma
The Lamb figure dans la bande originale du film de Paolo Sorrentino La grande bellezza sorti en 2013.